# ユタ映画批評家協会賞 (2017年)
16th UFCA Awards

作品賞: 

『 A GHOST STORY ア・ゴースト・ストーリー 』
第16回ユタ映画批評家協会賞（だい16かいユタえいがひひょうかきょうかいしょう）は2017年の映画を対象としており、2017年12月18日に受賞者が発表された。

## 受賞一覧

### 作品賞
- 受賞 - 『A GHOST STORY ア・ゴースト・ストーリー』
  - 次点 - 『ダンケルク』

### 監督賞
- 受賞 - クリストファー・ノーラン - 『ダンケルク』
  - 次点 - デヴィッド・ロウリー - 『A GHOST STORY ア・ゴースト・ストーリー』

### 主演男優賞
- 受賞 - アンディ・サーキス - 『猿の惑星: 聖戦記』
  - 次点 - ジェームズ・フランコ - 『ディザスター・アーティスト』

### 主演女優賞
- 受賞 - サリー・ホーキンス - 『シェイプ・オブ・ウォーター』
  - 次点 - フランシス・マクドーマンド - 『スリー・ビルボード』

### 助演男優賞
- 受賞 - ウィレム・デフォー - 『フロリダ・プロジェクト 真夏の魔法』
  - 次点 - サム・ロックウェル - 『スリー・ビルボード』

### 助演女優賞
- 受賞 - タチアナ・マスラニー - 『ボストン ストロング 〜ダメな僕だから英雄になれた〜』
  - 次点 - アリソン・ジャニー - 『アイ,トーニャ 史上最大のスキャンダル』

### オリジナル脚本賞
- 受賞 - ジョーダン・ピール - 『ゲット・アウト』
  - 次点 - マーティン・マクドナー - 『スリー・ビルボード』
  - 次点 - グレタ・ガーウィグ - 『レディ・バード』

### 脚色賞
- 受賞 - ハンプトン・ファンチャー、マイケル・グリーン - 『ブレードランナー 2049』
  - 次点 - マイケル・H・ウェバー、スコット・ノイスタッター - 『ディザスター・アーティスト』

### 撮影賞
- 受賞 - ロジャー・ディーキンス - 『ブレードランナー 2049』
  - 次点 - ホイテ・ヴァン・ホイテマ - 『ダンケルク』

### 作曲賞
- 受賞 - アレクサンドル・デスプラ - 『シェイプ・オブ・ウォーター』
  - 次点 - ハンス・ジマー、ベンジャミン・ウォルフィッシュ - 『ブレードランナー 2049』

### アニメーション映画賞
- 受賞 - 『リメンバー・ミー』
  - 次点 - 『レゴバットマン ザ・ムービー』

### 外国語映画賞
- 受賞 ― 『Thelma』 ノルウェー
  - 次点 - 『RAW 〜少女のめざめ〜』 フランス・ ベルギー、『ナチュラルウーマン』 チリ

### ドキュメンタリー映画賞
- 受賞 ― 『ジェーン・グドールの軌跡』
  - 次点 - 『チェイシング・コーラル -消えゆく珊瑚礁-』